# Magneuptychia antonoe
Magneuptychia antonoe är en fjärilsart som beskrevs av John Obadiah Westwood 1851. Magneuptychia antonoe ingår i släktet Magneuptychia och familjen praktfjärilar. Inga underarter finns listade i Catalogue of Life.